# Go Around
「Go Around」（ゴーアラウンド）は、DadaD（ダーダーダー）のメジャーデビューシングル。2011年6月22日発売。
CDリリースがされる前からFM局を中心に大量にオンエアされた。眼鏡の愛眼、TBS系「みのもんたの朝ズバッ!」エンディングテーマに起用される。ミュージックビデオは小嶋貴之が手掛けており「通常ver」と「Touch Touch Touch ver.」の2種類存在する。Touch Touch Touch verではShigeがKateにビンタされるユニークな映像。

## 収録曲
1. Go Around（作詞：Kate　作曲・編曲：Shige）
2. Rainbow’s End （作詞：Kate　作曲・編曲：Shige）
3. Cowboy （作詞：Kate　作曲・編曲：Shige）

## 収録アルバム
- 「Touch Touch Touch」 2011.9.7発売